# George Brinton McClellan
George Brinton McClellan, ameriški general, * 3. december 1826, Filadelfija, Pensilvanija, † 29. oktober 1885, Orange, New Jersey.